# UGC 9391
UGC 9391 est une galaxie spirale barrée située dans la constellation du Dragon. Sa vitesse par rapport au fond diffus cosmologique est de 1 985 ± 7 km/s, ce qui correspond à une distance de Hubble de 29,3 ± 2,1 Mpc (∼95,6 millions d'al).
La classe de luminosité d'UGC 9391 est IV-V et elle présente une large raie HI. Selon la base de données Simbad, UGC 9391 est une galaxie à faible brillance de surface (LSB en anglais pour low surface brightness). Les galaxies LSB sont des galaxies diffuses (D) avec une brillance de surface inférieure de moins d'une magnitude à celle du ciel nocturne ambiant.
La base de données NASA/IPAC indique que UGC 9391 est possiblement membre du groupe de NGC 5457, un groupe de galaxies. La distance moyenne entre ce groupe et la Voie lactée est de 5,90 ± 1,07 Mpc (∼19,2 millions d'al), ce qui signifie que UGC 9391 est trop éloignée pour en faire partie.
À ce jour, 14 mesures non basées sur le décalage vers le rouge (redshift) donnent une distance de 33,679 ± 7,384 Mpc (∼110 millions d'al), ce qui est à l'intérieur des valeurs de la distance de Hubble.

## Supernova
La supernova SN 2003du a été découverte dans UGC 9391 le 22 avril 2003 dans la cadre du programme LOTOSS de l'observatoire Lick. D'une magnitude apparente de 15,9 au moment de sa découverte, elle était de type Ia.